# Adrie van Eijkeren
Adrianus Johannus Anthonius (Adrie) van Eijkeren (Hansweert, 3 maart 1903 - aldaar, 17 december 2010) was, tot zijn overlijden op 107-jarige leeftijd, enige tijd de oudste nog levende Nederlandse veteraan.
Sergeant-majoor buiten dienst Van Eijkeren was voor en na de Tweede Wereldoorlog in dienst van het Koninklijk Nederlandsch-Indisch Leger (KNIL). Tijdens de oorlog nam hij in Nederland deel aan het verzet.
Voor zijn daden heeft Van Eijkeren diverse onderscheidingen gekregen, waaronder de Verguld Zilveren Medaille voor trouwe militaire dienst en het Ereteken voor Orde en Vrede.
Hij was van 15 augustus 2005 tot zijn dood ruim vijf jaar later de oudste man van de provincie Zeeland en sinds september 2008, oftewel meer dan twee jaar, de oudste ingezetene ervan.